# بنزنيت
بنزنيت هو معدن من معادن النيكل؛ وهو معدن أكسيدي، إذ يتكون كيميائياً من أكسيد النيكل الثنائي NiO. يوجد عادة على هيئة بلورات خضراء داكنة ذات نظام بلوري مكعب، وينتمي بنيوياً إلى مجموعة البيريكلاس.
وصف أول مرة سنة 1868، وأطلقت عليه هذه التسمية نسبةً إلى العالم روبرت بنزن.